# 索馬利蘭戰役
索馬里蘭戰役，又稱英國-索馬里戰爭或德爾維希戰爭，是1900年和1920年之間發生在現今為索馬利蘭的一場軍事遠征。由德爾維希國的迪里耶·古雷和蘇丹穆罕默德·哈桑對抗英國的入侵。英國人在他們的進攻中得到了衣索比亞人和義大利人的幫助。在第一次世界大戰（1914- 1918年）期間，哈桑接受了衣索比亞皇帝利吉·伊亞蘇的象徵性支持，還收到了鄂圖曼土耳其帝國的支持信，儘管它的援軍在亞丁被義大利特工截獲——這將使該援軍永遠不會送到德爾維希國。1920年2月，英國人空襲了德爾維希國的首都塔勒，最後戰爭結束。

## 背景
在殖民時期，居住在非洲之角的索馬里人之領土被統稱為「索馬利蘭」。

### 英屬索馬利蘭
雖然名義上是鄂圖曼土耳其帝國的一部分，但葉門和沙河（包括塞拉）在1821至1841年之間，逐漸受到埃及統治者穆罕默德·阿里的控制。 1841年，埃及人從業們海岸撤出後，哈吉·阿里·舍瑪吉——一位成功且雄心勃勃的索馬里商人，從他們那裡購買了塞拉的掌控權。舍瑪吉的州長職位對這座城市產生了立竿見影的效果，因為他盡可能地試圖壟斷多個區域貿易，他的目標是哈勒爾 (Harar)和歐加登 (Ogaden)。舍瑪吉卸任後，由當地的阿法爾政治家阿布·貝克爾帕夏 (Abu Bakr Pasha) 繼任塞拉州長。
1874-75年，埃及人從鄂圖曼土耳其帝國那裡獲得了法令，並藉此獲得了對這座城市的管理權。與此同時，埃及人獲得了英國承認其東至瓜達富伊角的名義管轄權。然而實際上，埃及對內陸是幾乎沒有任何管理權，他們在沿海的統治時期也很短暫，只持續了幾年而已（1870-84）。
在19世紀80年代，英屬索馬利蘭保護國成立後，執政的索馬里當局簽署了一系列保護條約，授予了英國進入其領土的西北海岸。在索馬里簽署者中，有Gadabuursi（1884年）、Habar Awal（1884年和1886年）、和 Warsangali。
1885年，當埃及在哈勒爾的駐軍撤離之後，塞拉捲入了位於塔朱拉總部的法國人和英國人，為了爭奪亞丁灣沿岸的戰略控制權而產生的競爭。到1885年底，兩國幾乎便要開戰，但它們最後仍選擇進行談判。 1888年2月1日，他們簽署了一項公約，劃分了法屬索馬里蘭和英屬索馬里蘭之間的邊界。

### 義屬索馬利蘭

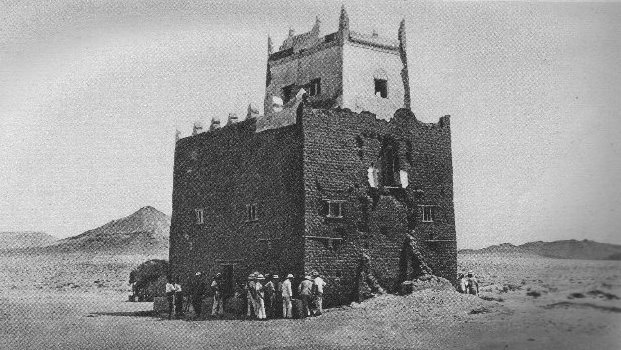
在馬吉爾廷蘇丹國中，位於哈芬的其中一座堡壘。

成立於 18 世紀中葉，位於非洲之角東北部的馬吉爾廷蘇丹國，在下個世紀的時候，在足智多謀的博科爾（國王）奧斯曼·馬哈穆德( Osman Mahamuud )的統治下快速崛起。
1888年12月下旬，霍比奧蘇丹國的創始人兼第一任統治者優素福·阿里·克納迪德( Yusuf Ali Kenadid)請求義大利保護，並於1889年2月簽署了一項條約，使霍比奧成為義大利的保護國。到了4月，優素福的叔叔兼競爭對手博科·奧斯曼向義大利請求成為保護國，並獲得了批准。博科·奧斯曼和克納迪德蘇丹都簽署了保護國條約，並推進他們自己的擴張主義目標。克納迪德蘇丹希望利用意大利的支持，與 博科·奧斯曼在馬吉爾廷蘇丹國持續進行的權力鬥爭中勝出，並且在與尚吉巴蘇丹國的單獨衝突中，獲得在瓦爾謝赫以北的一個地區。在簽署協議時，統治者還希望利用歐洲列強的敵對目標，以更有效地方式確保其領土的持續獨立。每項條約的條款都規定義大利應避免對蘇丹國各自的行政當局進行任何的干涉。
作為對義大利的武器和年度補貼的回報，蘇丹承認了該國最低限度的監督和經濟上的讓步。義大利人還同意派遣幾位大使來促進蘇丹國和他們自己的利益。新的保護地此後由文森佐·菲洛納爾迪透過一家特許公司管理。後來在1894年5月5日，該蘇丹國簽署了一項英意邊界協議，隨後在1906年，佩斯塔洛扎騎士和斯韋恩將軍之間達成了一項協議，承認巴蘭歸馬吉爾廷蘇丹國統治。

## 戰爭過程

### 1900~01年
第一次攻勢是由哈桑於1900年3月對衣索比亞在吉吉加的營地發起。 據報導，衣索比亞將軍傑拉瑪赤·班提擊退了這次襲擊並給德爾維希國造成巨大的損失，儘管英國駐哈勒爾的副領事因為害怕武裝兒童而聲稱衣索比亞人用步槍來擴大他們的力量。哈桑後來控制了歐加登，但沒有攻擊哈勒爾。相反，他突襲了非苦行僧卡達里耶部落，並掠奪他們的駱駝和武器。
1901年，英國人與衣索比亞人聯合以17,000人的力量攻擊德爾維希國。哈桑被趕進馬吉爾廷蘇丹國的邊界，而該國已被併為義大利保護國。衣索比亞人未能控制歐加登西部，英國人最終亦被迫撤退，他們一無所獲。在這場戰爭中，「英國人和索馬里人都忽視了彼此的邊界」。

### 1903年2~6月

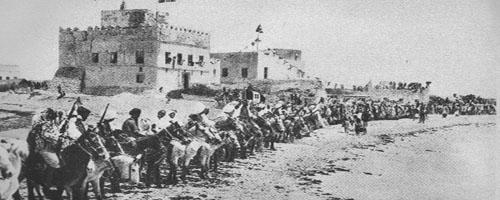
隸屬霍比奧蘇丹國的騎兵與堡壘

英國人確信他們需要意大利的援助，但對阿杜瓦戰役那場災難性的的回憶使得義大利人不想繼續在非洲之角採取行動。1903年，意大利外交部允許英軍地面部隊駐在霍比奧（Obbia）。霍比奧附近的一名義大利海軍指揮官擔心：「這次遠征將以慘敗告終；Mad Mullah將成為英國人的神話，而他們將永遠遇不到他。並且，我嚴重擔心……我們的勢力範圍。」
當蘇丹肯納迪拒絕意大利人的提議，允許英國軍隊在他的蘇丹國下船，以讓他們可以繼續與迪瑞耶·古瑞的德爾維希國軍隊作戰時，霍比奧蘇丹國和義大利之間的關係惡化。由於義大利人的威脅太大，克納迪德首先被流放到英國控制的亞丁保護國，然後流放到義大利的厄利垂亞，他的兒子阿里優·素福也是他的王位繼承人。到了5月時，英國外交部意識到了這個錯誤，並任命肯納迪德的兒子為攝政王，及時阻止了蘇丹軍隊對穆杜格的襲擊。
遠征很快就以失敗告終。哈桑在甘布魯（Gumburru）附近殲滅了一個英國分遣隊，然後迫使另一個分遣隊返回達拉托勒（Daratoleh）基地。由於在戰鬥撤退期間，三名軍官約翰·高福、喬治·羅蘭和威廉·喬治·沃克試圖拯救一名同事，他們後來被授予維多利亞十字勳章。 他帶著1,200-1,500支步槍、4,000匹小馬和一些長矛手佔領了從英國保護國哈林到意大利控制海岸的伊利格（或伊利格）的努加爾山谷。加拉德（Galadi）附近的威廉·曼寧將軍率領的英軍主力被迫沿著布侯德列–布勞–謝赫線向北撤退。哈桑入侵努加爾時便已經突破了這條「舊線」。到了6月底時，英軍撤軍完成。

### 1904年1~5月

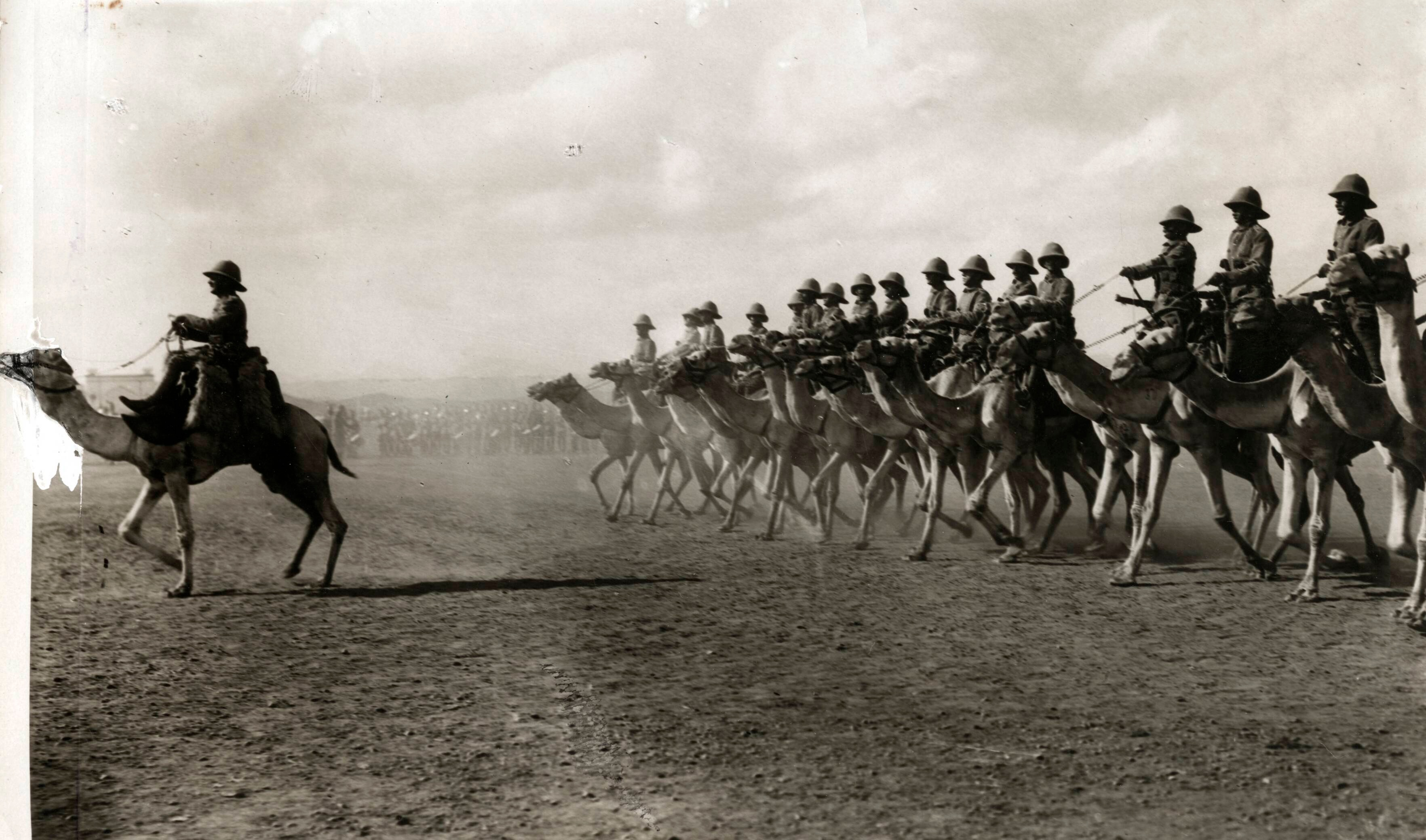
1913年在英屬索馬利蘭，柏培拉與奧德溫間的英國駱駝騎兵。

在曼寧將軍的進攻失敗後，查爾斯·埃格頓將軍被委託作出反擊。經過廣泛的準備之後，他在1904年1月9日在巴德溫（Bacaadweeyn）集結了他的野戰部隊，並於第二天在吉巴利（Jidballi）擊敗了哈桑。英國人和來自霍比奧的盟友在哈桑撤退途中不斷地騷擾他，導致他在整整兩個月中，失去了許多駱駝和牲畜。
3月初，第二階段行動開始。衣索比亞人前進到格洛比（Gerlogubi），但在4月初返回。義大利海軍沒有在冬天試圖影響並轟炸伊利格（Ilig）。4 月 16 日，海軍少將喬治·阿特金森-威勒斯( George Atkinson-Willes)從東印度群島基地遠道而來的三艘艦艇離開柏培拉，並計劃與陸路推進合作奪取伊利格。對伊利格的襲擊發生在4月21日。皇家海軍分遣隊當時由皇家漢普郡團的三個連增援，後來他們衝進並佔領了伊利格的堡壘，艦船的火砲則不斷進行助攻。英軍於此戰中陣亡了3人，11人受傷，德爾維希國則陣亡了58人，14人受傷。在於4月22日抵達的義大利海軍分隊的協助下，海軍分遣隊在岸上停留了四天。伊利格的控制權最終讓給了霍比奧的阿里優˙素福。在戰場上擊敗了他的軍隊並迫使他撤退後，英國人「讓Mullah安全地、永久地被流放麥加」；哈桑則沒有對此做出任何回應。

### 1920年
在第一次世界大戰結束後，英國再次把注意力轉向了英屬索馬里蘭。德爾維希國之前曾在1913年的杜爾馬多巴戰役中擊敗了英國軍隊。隨後英國對迪里耶·古雷及其士兵的四次遠征也失敗了。
1920年，英國軍隊對迪里耶·古雷的軍隊發動最終戰役。儘管大部分戰鬥發生在當年的1月，但英軍早在1919年11月就已經準備好進攻準備了。這次，英軍戰力主要由皇家空軍領導，地面部隊則包括索馬利蘭駱駝軍團。經過三週的戰鬥後，德爾維希國最終被擊敗，並結束了他們長達20年的抵抗。

## 外部連結
- 德爾維希國
- 英屬索馬利蘭
- 義屬索馬利蘭
- 埃塞俄比亚帝国
- 索馬利亞伊斯蘭教（英语：Islam in Somalia）
- 索馬利蘭戰役 (1920年)（英语：Somaliland campaign (1920)）